# Slobodan Rubežić
Slobodan Rubežić (Belgrado, 21 de marzo de 2000) es un futbolista serbio-montenegrino, que juega en la demarcación de defensa para el Korona Kielce de la Ekstraklasa y para la selección de Montenegro.

## Selección nacional
Hizo su debut con la selección de fútbol de Montenegro el 12 de octubre de 2023 en un partido amistoso contra Líbano que finalizó con un resultado de 3-2 a favor del combinado montenegrino tras los goles de Milutin Osmajić y un doblete de Edvin Kuč para Montenegro, y de Ali Tneich y Karim Darwich.

## Clubes
| Club                   | País     | Año       | Partidos | Goles |
| ---------------------- | -------- | --------- | -------- | ----- |
| FK Čukarički           | Serbia   | 2019      | 0        | 0     |
| FK Novi Pazar (cedido) | Serbia   | 2019-2020 | 28       | 1     |
| FC Arda Kardzhali      | Bulgaria | 2021-2022 | 7        | 0     |
| FK Novi Pazar          | Serbia   | 2022-2023 | 50       | 4     |
| Aberdeen F. C.         | Escocia  | 2023-2025 | 57       | 1     |
| FK Novi Pazar (cedido) | Serbia   | 2025      | 16       | 1     |
| Korona Kielce          | Polonia  | 2025-     |          |       |